# ダージリン・メール
ダージリン・メール（英語: Darjeeling Mail）は、インド鉄道が運行する急行列車の1つ。イギリス領インド帝国時代に設定された長距離列車をルーツに持つ、長い歴史を持つ列車である。

## 歴史
ダージリン・メールのルーツになったのは、イギリス領インド帝国時代の1878年から営業運転を開始した、カルカッタ（現：コルカタ）とシリグリを結ぶ鉄道の経路であった。ただし、開通当時から20世紀初頭まで経路の途中にあるパドマ川に鉄道橋が存在せず、その間はフェリーによる旅客や荷物の移動が行われていた他、カルカッタから南岸のダモークデアー・ガート（Damookdeah Ghat）までの経路（軌間1,676 mm）と、北岸のサラガット（Saraghat）からシリグリ（軌間1,000 mm）までの経路は軌間が異なっていた。
その後、パドマ川に鉄道橋が敷設されたのは1912年で、更に1916年にはサラガット - シリグリ間の軌間が1,676 mmに変更された事で、カルカッタとシリグリの間の直通運転が開始された。以降、1947年のインド・パキスタン分離独立に至るまでこの運用は継続されたが、分離独立により一部区間がパキスタン領東パキスタン（現：バングラデシュ）を経由していたこの列車は経路の変更を余儀なくされた。当時西ベンガル州やビハール州にガンジス川を渡る鉄道橋が存在しなかった他、途中のキシャンガンジとシリグリの間は軌間が異なっており（1,000 mm）、結果としてカルカッタとシリグリの間を移動する乗客は再度複数の交通機関の乗り換えを余儀なくされた。
この状況が改善された契機は1965年に建設が開始されたファラッカ・ダムで、これに合わせてインド鉄道はカルカッタからシリグリを結ぶ新規の鉄道路線を建設する事になった。そして、1971年にガンジス川を渡る鉄道・道路併用橋が完成し、両都市を結ぶ直通列車（ダージリン・メール）の運行が再開された。これ以降、ダージリン・メールはカルカッタ（→コルカタ）のシールダー駅とシリグリのニュー・ジャルパイグリー・ジャンクション駅の間を結んだ一方、ハルディバリ駅発着の他の旅客列車に連結されていた2両の客車をニュー・ジャルパイグリー・ジャンクション駅で連結する事でハルディバリ方面からの利便性を確保していた。だが、2020年4月にこの増結運用が廃止された事でダージリン・メールのハルディバリ駅への延伸を望む声が高まり、2022年8月15日以降、ニュー・ジャルパイグリー・ジャンクション駅からハルディバリ駅への延伸が行われている。

## 運行
前述の通り、延伸が実施された2022年以降、ダージリン・メールはコルカタの主要駅の1つであるシールダー駅とハルディバリのハルディバリ駅の間を結ぶ。使用車両は、2019年以降従来の客車（ICF客車）から快適性や高速性、安全性を高めたLHB客車に置き換えられている。